# Göteborgs DFF
Göteborgs Damfotbollförening, vanligen förkortat Göteborgs DFF eller GDFF, var en fotbollförening i Göteborg som bedrev elitfotboll och elitförberedande spelarutbildning. I december 2023 blev GDFF genom ett samgående Utsiktens BKs damlag.

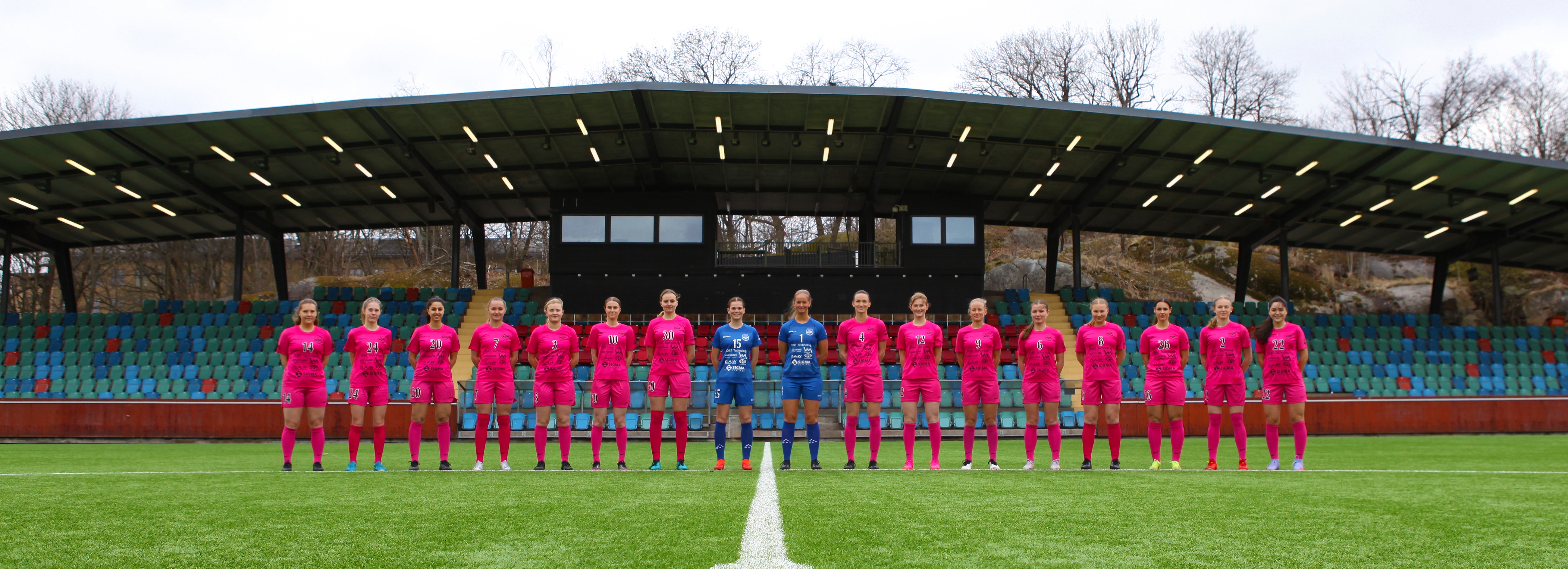
Lagfoto taget på Valhalla IP 15 april 2022

## Historik
Göteborgs DFF startade sin verksamhet 2013 och hade Valhalla IP som hemmaplan. 
- Säsongen 2013 vann laget Damer Division 4 Göteborg.[3]
- Säsongen 2014 vann laget Damer Division 3 Göteborg.[4]
- Säsongen 2015 vann laget Damer Division 2 Göteborg.[5]
- Säsongen 2016 slutade laget tvåa i Damer Division 2 Göteborg.[6]
- Säsongen 2017 vann laget Damer Division 2 Västra Götaland.[7]
- Säsongen 2018 slutade laget sexa i Damer Division 1 Norra Götaland.[8]
- Säsongen 2019 slutade laget trea i Damer Division 1 Norra Götaland.[9]
- Säsongen 2020 slutade laget trea i Damer Division 1 Norra Götaland.[10]
- Säsongen 2021 slutade laget fyra i Damer Division 1 Mellersta Götaland.[11]
- Säsongen 2022 slutade laget sjua i Damer Division 1 Mellersta Götaland.[12]
- Säsongen 2023 slutade laget nia i Damer Division 2 Västra Götaland.[13]

Göteborgs DFFs ungdomslag rönte genom åren stora framgångar i Gothia Cup. Bland annat tog man 2014 ett silver i klassen Girls 17, och 2019 vann man klassen Girls 18.

## Minnesvärda spelare
Annahita Zamanian är en av spelarna som var med i GDFF vid bildandet 2013. Hon var med tröja nummer 19 med och spelade upp föreningen genom seriesystemet från division 4 till division 2, och är med sina 88 mål och tre skytteligavinster fortfarande GDFFs meste målskytt genom tiderna. Under sin tid i GDFF etablerade sig Annahita, som är fransk och brittisk medborgare, i de franska flicklandslagen. Efter att ha spelat VM med det franska U20-landslaget i Frankrike blev hon värvad till Paris Saint-Germain Féminines, varefter hon i januari 2020 blev värvad till italienska Juventus.